# My Little Pony: A Amizade É Mágica (3.ª temporada)
A terceira temporada de My Little Pony: A Amizade É Mágica, uma série animada desenvolvida por Lauren Faust, originalmente exibido no canal The Hub nos Estados Unidos. A série é baseada na linha de brinquedos e animações homônimos, criada pela Hasbro, e muitas vezes é convocada por colecionadores para ser a quarta geração, ou "G4", da franquia My Little Pony. Esta temporada estreou nos Estados Unidos, no dia 10 de novembro de 2012 e terminou no dia 16 de fevereiro de 2013. Estreou no Brasil no dia 21 de julho de 2013 e terminou no dia 18 de outubro de 2013, com o episódio "Spike á Suas Ordens". Estreou em Portugal no dia 1 de abril de 2014 e terminou no dia 17 de abril de 2014.

## Desenvolvimento

### Conceito
A terceira temporada apresenta um amplo arco mostra que Twilight demonstra a liderança positiva além das expectativas de Celestia, levando Twilight ser coroado como uma nova princesa de Equestria e se tornar uma "alicórnio" (uma pônei com um chifre e um par de asas).

### Produção
A terceira temporada é a primeira temporada da série, sem a entrada de Lauren Faust, a diretora criativa original do programa que desistiu após a primeira temporada e forneceu consultoria criativa no segundo; em vez disso, a produção foi supervisionada por Jayson Thiessen, enquanto Meghan McCarthy foi o escritor principal da série, que compartilharam o papel de produtor executivo da quarta temporada.
Uma prévia de duas músicas futuras na terceira temporada, "The Failure Song" e "The Ballad of the Crystal Empire" (ambos do primeiro episódio), foi revelado no San Diego Comic-Con de 2012. Parte de uma trama contínua nesta temporada, contando uma jornada de Twilight Sparkle comprometeu-se com última instância, leva a ela a ser nomeada uma Princesa no episódio final, "A Cura do Mistério Mágico", que inclui se tornar uma alicórnio. Meghan McCarthy disse que a intenção era mostrar que eles estavam construindo uma "mitologia única em torno de ser uma princesa", e mostrar às meninas que, embora não possam ser as próprias princesas, podem viver os ideais de um por "compartilhando os dons que eles receberam com outros". A partir da terceira temporada, os títulos das músicas aparecem nos créditos de encerramento, juntamente com o nome do compositor Daniel Ingram e o nome de um letrista.

## Transmissão

### Televisão
Na versão original, esta temporada estreou no dia 10 de novembro de 2012, no canal The Hub. O primeiro episódio foi ao ar às 10:00, e o segundo foi ao ar às 10:30. O resto dos episódio estreou às 10:30, seguindo uma reprise do episódio que havia estreado anteriormente (UTC−5).
No Brasil, esta temporada estreou no dia 21 de julho de 2013. O primeiro episódio foi ao ar às 11:00, e o segundo foi ao ar às 11:30, ambos depois de uma reprise de Casamento em Canterlot – Partes 1 e 2, no programa Domingo Pé de Cachimbo, no canal Discovery Kids. Os episódios Mantenha a Calma e Continue Batendo as Asas, Jogos para Pôneis e A Cura do Mistério Mágico também estrearam nesse programa, com os últimos dois sendo lançados juntos em uma maratona de uma hora. Os episódios Com Insônia em Ponyville, Academia Wonderbolts, Só com Companheiros Inseparáveis, Reunião da Família Apple e Spike às suas Ordens foram lançados depois dos outros, com os primeiros três estreando ao meio-dia durante dias úteis da semana, e os últimos dois estreando no fim de semana, fazendo de Spike às suas Ordens o último episódio da temporada foi exibido no Brasil (UTC−3). Após o estrondoso sucesso dessa temporada o Discovery Kids ganhou muita popularidade com o My Little Pony nesse país, sendo como uns dos programas mais populares desse canal.
Em Portugal, esta temporada estreou no dia 1 de abril de 2014, às 7:00, no Canal Panda. Os episódios foram exibidos em segunda a sexta, com horários de 7:00 e 16:30 (UTC+0)

### Home media
Shout! Factory, que possui os direitos de publicação de DVD para a série dentro de Região 1, lançou vários DVDs. Adventures indo the Crystal Empire, Pinkie Pie Party, Princess Twilight Sparkle, e A Pony For Every Season foram lançados para mercados da Região 1, contendo episódios da terceira temporada, agrupados com episódios de temporadas anteriores. A temporada completa foi lançada em 4 de fevereiro de 2014.

## Episódios
Esta temporada contém 13 episódios, com duração de 22 minutos aproximadamente.
| # | #  | Título                                                                   | Dirigido por                    | Escrito por                                            | Exibição original       | Exibição no Brasil     | Código | Audiência (em milhões) |
| --- | -- | ------------------------------------------------------------------------ | ------------------------------- | ------------------------------------------------------ | ----------------------- | ---------------------- | ------ | ---------------------- |
| 53 | 1  | "O Império do Cristal" (Parte 1) "The Crystal Empire (Part 1)"           | James Wootton & Jayson Thiessen | Meghan McCarthy                                        | 10 de novembro de 2012  | 21 de julho de 2013    | 301    | 0.58                   |
| Um reino mágico surge no polo norte de Equestria e a Princesa Celestia pede que Twilight e suas amigas encontrem uma forma de protegê-lo. |    |                                                                          |                                 |                                                        |                         |                        |        |                        |
| 54 | 2  | "O Império do Cristal" (Parte 2) "The Crystal Empire (Part 2)"           | James Wootton & Jayson Thiessen | Meghan McCarthy                                        | 10 de novembro de 2012  | 21 de julho de 2013    | 302    | 0.58                   |
| Twilight tenta encontrar o coração escondido, que é a chave para manter o reino a salvo. |    |                                                                          |                                 |                                                        |                         |                        |        |                        |
| 55 | 3  | "Excesso de Pinkie Pies" "Too Many Pinkie Pies"                          | Jayson Thiessen                 | Dave Polsky                                            | 17 de novembro de 2012  | 3 de agosto de 2013    | 303    | N/A                    |
| Quando Pinkie Pie não consegue escolher entre algumas atividades divertidas com suas amigas, ela decide usar mágica para se dividir em clones. Mas algo dá errado. |    |                                                                          |                                 |                                                        |                         |                        |        |                        |
| 56 | 4  | "Uma Maçã Ruim" "One Bad Apple"                                          | James Wootton                   | Cindy Morrow                                           | 24 de novembro de 2012  | 4 de agosto de 2013    | 304    | N/A                    |
| A prima de Apple Bloom aparece para fazer uma visita e todas querem que ela se junte ao clube. Mas a esperança de ganhar uma nova amiga desaparece quando descobrem como ela é.                                                                                               |    |                                                                          |                                 |                                                        |                         |                        |        |                        |
| 57 | 5  | "Duelo Mágico" "Magic Duel"                                              | Jayson Thiessen                 | M. A. Larson                                           | 1 de dezembro de 2012   | 10 de agosto de 2013   | 305    | N/A                    |
| A poderosa Trixie desafia Twilight em um duelo mágico. Twilight precisa vencer Trixie para voltar para casa, mas será que ela vai conseguir? |    |                                                                          |                                 |                                                        |                         |                        |        |                        |
| 58 | 6  | "Com Insônia em Ponyville" "Sleepless in Ponyville"                      | James Wootton                   | Corey Powell                                           | 8 de dezembro de 2012   | 14 de outubro de 2013  | 306    | N/A                    |
| As histórias assustadoras de Rainbow Dash causam pesadelos em Scootaloo, que fica com medo de dormir. Mas se Scootaloo quiser se livrar dos pesadelos, ela tem que enfrentar o seu maior medo. Ausentes: Twilight Sparkle, Fluttershy, Pinkie Pie.                            |    |                                                                          |                                 |                                                        |                         |                        |        |                        |
| 59 | 7  | "Academia Wonderbolts" "Wonderbolts Academy"                             | Jayson Thiessen                 | Merriwether Williams                                   | 15 de dezembro de 2012  | 15 de outubro de 2013  | 307    | N/A                    |
| O sonho se torna realidade quando Rainbow Dash é convidada para fazer parte da academia dos Wonderbolts. Paródia: Top Gun |    |                                                                          |                                 |                                                        |                         |                        |        |                        |
| 60 | 8  | "Reunião da Família Apple" "Apple Family Reunion"                        | Jayson Thiessen                 | Cindy Morrow                                           | 22 de dezembro de 2012  | 17 de outubro de 2013  | 308    | N/A                    |
| O clã dos Apples se junta para uma reunião em família e a Vovó Smith incumbe Applejack de planejar a organização. Ausentes: Twilight Sparkle, Fluttershy. |    |                                                                          |                                 |                                                        |                         |                        |        |                        |
| 61 | 9  | "Spike às suas Ordens" "Spike at Your Service"                           | James Wootton                   | Dave Polsky (história) Merriwether Williams (teleplay) | 29 de dezembro de 2012  | 18 de outubro de 2013  | 310    | N/A                    |
| Quando Applejack salva a vida de Spike, este insiste que tem para com ela um débito de vida e precisa servi-la para sempre. |    |                                                                          |                                 |                                                        |                         |                        |        |                        |
| 62 | 10 | "Mantenha a Calma e Continue Batendo as Asas" "Keep Calm and Flutter On" | Jayson Thiessen                 | Teddy Antonio (história) Dave Polsky (teleplay)        | 19 de janeiro de 2013   | 18 de agosto de 2013   | 311    | N/A                    |
| Quando os pôneis de Ponyville recebem a incumbência de ajudar a reformar Discórdia, Fluttershy é a única disposta a lhe dar uma chance. |    |                                                                          |                                 |                                                        |                         |                        |        |                        |
| 63 | 11 | "Só com Companheiros Inseparáveis" "Just for Sidekicks"                  | James Wootton                   | Corey Powell                                           | 26 de janeiro de 2013   | 16 de outubro de 2013  | 308    | N/A                    |
| Enquanto as pôneis viajam para o Império de Cristal, Spike fica encarregado de cuidar dos animais de estimação de cada uma, o que não será nada fácil. Episódios de Aqui e Seguinte que Ocorrem Simultaneamente: Jogos para Pôneis                                            |    |                                                                          |                                 |                                                        |                         |                        |        |                        |
| 64 | 12 | "Jogos para Pôneis" "Games Ponies Play"                                  | James Wootton                   | Dave Polsky                                            | 9 de fevereiro de 2013  | 15 de setembro de 2013 | 312    | N/A                    |
| O Império de Cristal está se preparando para sediar os Jogos de Equestria e Princesa Cadance pede para Twilight e suas amigas ajudarem a dar as boas vindas à inspetora dos jogos. Episódios de Aqui e Seguinte que Ocorrem Simultaneamente: Só com Companheiros Inseparáveis |    |                                                                          |                                 |                                                        |                         |                        |        |                        |
| 65 | 13 | "A Cura do Mistério Mágico" "Magical Mystery Cure"                       | Jayson Thiessen                 | M. A. Larson                                           | 16 de fevereiro de 2013 | 15 de setembro de 2013 | 313    | N/A                    |
| Twilight precisa achar uma maneira de reverter um feitiço para trazer suas amigas de volta às suas vidas normais. Durante a procura, o verdadeiro destino de Twilight é revelado.                                                                                             |    |                                                                          |                                 |                                                        |                         |                        |        |                        |